# صلاح نصر
صلاح نصر (8 أكتوبر 1920 - 5 مارس 1982) قائد عسكري وسياسي مصري، من مواليد قرية سنتماي مركز ميت غمر بمحافظة الدقهلية، كان رئيس جهاز المخابرات العامة المصرية بين أعوام 1957 - 1967.

## نبذة

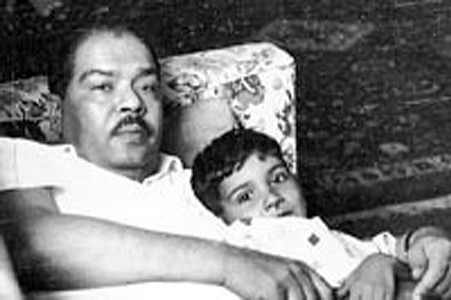
صلاح نصر مع ابنه

يعتبر صلاح نصر أشهر رئيس للمخابرات المصرية وله دور بارز في رفع شأن المخابرات العامة المصرية فقد تم في عهده العديد من العمليات الناجحة، تمنّت أسرته المتوسطة الحال أن يصبح طبيباً لكنه فضّل أن يدخل المدرسة الحربية ليتخرج ضابطاً.

## المولد والنشأة
ولد صلاح نصر في 8 أكتوبر 1920 في قرية سنتماي، مركز ميت غمر، محافظة الدقهلية وكان والده أول من حصل من قريتهم على تعليم عال، وكان صلاح أكبر أخوته لذا كان مميزا كابن بكر بالنسبة لأبيه وأمه. وتلقى صلاح تعليمه الابتدائي في مدرسة طنطا الابتدائية وتلقى تعليمه الثانوي في عدة مدارس نظرا لتنقل أبيه من بلدة لأخرى فقد درس في مدارس طنطا الثانوية، وقنا الثانوية، وبمبة قادن الثانوية بالقاهرة، ونشأ في طبقته الوسطى وأمضى طفولته وصباه في مدينة طنطا، وكانت أول هدية حصل عليها من أبيه كاميرا تصوير ماركة «نورتون» ثمنها اثنا عشر قرشا عام 1927.

## دخوله إلى الكلية الحربية
بين عامي 1935 و1936 كان صلاح نصر يدرس في محافظة قنا جنوب مصر وتعرف كثيرا على الصعيد وبهرته أسوان والأقصر ودندرة وأدفو وكوم أمبو، وبعد عام في قنا عاد مع والده إلى القاهرة لينهي دراسته الثانوية ويلتحق بالكلية الحربية في دفعة أكتوبر عام 1936 ولم يكن والده مرحبا بدخوله الكلية الحربية.
ومرت في هذا الوقت أحداث عديدة عاصرها صلاح نصر وتأثر بها ومنها نشوب الحرب العالمية الثانية والوزارة الائتلافية ووزارة حسين سري وحادث 4 فبراير عام 1942 والأحكام العرفية وانقسام الوفد وكتابة مكرم عبيد للكتاب الأسود ضد النحاس وإقالة وزارة النحاس واغتيال أحمد ماهر ثم قرار الأمم المتحدة بتقسيم فلسطين وحرب 1948 وعودة الوفد للحكم.
كانت الحياة السياسية في مصر مضطربة في ذلك الوقت، والشباب ثائر يبحث عن دور، وكان صلاح نصر صديقاً لعبد الحكيم عامر منذ عام 1938 أثناء دراستهما في الكلية الحربية، وفي أحد لقاءات عامر ونصر، فاتحه عامر بالانضمام إلى تنظيم الضباط الأحرار فتحمس صلاح نصر للفكرة وانضم إلى التنظيم، وكان جمال عبد الناصر يدرس لهم مادة الشؤون الإدارية في الكلية الحربية.
وليلة ثورة 23 يوليو عام 1952 قاد صلاح نصر الكتيبة 13 التي كان فيها أغلب الضباط الأحرار وعينه عبد الناصر في 23 أكتوبر عام 1956 نائبا لرئيس المخابرات وكان علي صبري مديرا للمخابرات، وكان زكريا محي الدين مشرفا على المخابرات والمحرك الفعلي لها لانشغال علي صبري بإدارة أعمال مكتب عبد الناصر، ثم عينه رئيسا للمخابرات العامة المصرية في 13 مايو عام 1957 وعُيّن علي صبري وزيرا للدولة وزكريا محيي الدين وزيرا للداخلية. وهكذا بدأ صعود صلاح نصر.
تم اعتقاله وقدم استقالته ثلاث مرات، وكانت الاستقالة الأولى نتيجة استقالة المشير عامر عام 1962 لأن صلاح نصر انحاز للمشير على الرغم من أن صلاح نصر كان وسيطا نزيها في التعامل بين الصديقين ناصر وعامر وهو الذي أقنع عامر بالعودة، والاستقالة الثانية كانت بسبب قضية الأخوان المسلمين حيث كان عبد الناصر يريد أن يوكلها للمخابرات العامة، وقد تم الحكم عليه بعد انتحار أو قتل عبد الحكيم عامر بالمؤبد.

## بداية عمله في المخابرات
في 23 أكتوبر 1956 استدعاه جمال عبد الناصر وطلب منه أن يذهب إلى المخابرات العامة ليصبح نائباً للمدير. وكان المدير وقتها هو علي صبري. وبعد عدة شهور أصبح علي صبري وزير دولة. وتولى صلاح نصر رئاسة الجهاز في 13 مايو عام 1957، والمعروف أنه كان مديراً لمكتب عبد الحكيم عامر نائب جمال عبد الناصر وقائد قواته المسلحة.

## دوره في بناء المخابرات المصرية
كان بناء جهاز المخابرات المصرية يحتاج تكاليف باهظة من المال والخبرة والأخطر من ذلك هو توفير كفاءات بشرية مدربة تدريبا عاليا وكانت التدريبات هي أولى المشكلات التي واجهها الجهاز الوليد واستطاع صلاح نصر باتصالاته المباشرة مع رؤساء أجهزة المخابرات في بعض دول العالم أن يقدموا عونا كبيرا، تحفُّظُ صلاح نصر الوحيد كان الخوفَ من إرسال البعثات إلى الخارج بأعداد ضخمة حتى لا تستطيع أيةٌ من أجهزة المخابرات في العالم اختراق الجهاز مع نشأته أو زرع بعض عملائها به. فاكتفى صلاح نصر بإرسال عناصر من كبار الشخصيات داخل الجهاز بأعداد قليلة لتلقي الخبرات والعودة لنقلها بدورهم إلى العاملين في الجهاز.
واستطاع الجهاز بمجهوده الخاص أن يبحث عن المعدات الفنية التي مكنته من تحقيق أهدافه وقام صلاح نصر بالتغلب على مشكلة التمويل حين قام بإنشاء شركة للنقل برأسمال 300 ألف جنيه مصري تحول أرباحها لجهاز المخابرات، وحين أَخبر صلاح نصر جمال عبد الناصر بأمر هذه الشركة طلب منه زيادة رأسمالها واتفق معه على أن يدفع من حساب الرئاسة 100 ألف جنيه مساهمة في رأس المال على أن يدفع عبد الحكيم عامر مبلغا آخر من الجيش وتقسم أرباح الشركة على الجهات الثلاث.
اهتم صلاح نصر بعد ذلك بتحديد أنشطته ومهامه الرئيسية خاصة وأن المخابرات الحربية تتبع القائد الأعلى للقوات المسلحة والمباحث العامة لها دورها الآخر في الأمن الداخلي. إذن كانت مهمة المخابرات الوحيدة جمع المعلومات وتحليلها وتقديمها لصانع القرار.
إسرائيل كانت هما شاغلا لهذا الجهاز منذ تأسيسه فصلاح نصر منذ اللحظة الأولى له في المخابرات جمع كل ما كُتب عن إسرائيل والموساد وقرأه؛ حيث قامت المخابرات في هذه الفترة بأهم عملياتها ضد إسرائيل تلك العمليات التي أصبحت فيما بعد تدرس في معهد المخابرات الدولية من أشهر تلك العمليات وأهمها عملية القبض على فولفغانغ لوتز في عام 1965.

## مؤلفاته
- الحرب النفسية - الجزء الأول: معركة الكلمة
- الحرب النفسية - الجزء الثاني: معركة المعتقد
- تاريخ المخابرات - الجزء الأول: حرب العقل والمعرفة
- تاريخ المخابرات - الجزء الثاني: الحرب الخفية
- الحرب الشيوعية الثورية
- مقالات سياسية
- مذكرات صلاح نصر - الجزء الأول: الصعود
- مذكرات صلاح نصر - الجزء الثاني: الانطلاق
- مذكرات صلاح نصر - الجزء الثالث: العام الحزين
- مذكرات صلاح نصر - الجزء الرابع (تحت الطبع)
- عملاء الخيانة وحديث الإفك
- الحرب الاقتصادية في المجتمع الإنساني
- عبد الناصر وتجربة الوحدة
- ثورة 23 يوليو بين المسير والمصير
- أوراق صلاح نصر (تحت الطبع)

## محاكمته

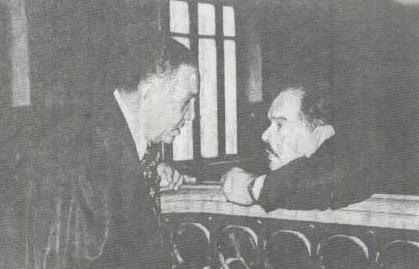
صلاح نصر يتفاوض مع محاميه أثناء محاكمته

أمر الرئيس المصري جمال عبد الناصر باعتقال صلاح نصر وقدمه للمحاكمة وأدانه في قضية انحراف المخابرات بالسجن لمدة 15 سنة وغرامة مالية قدرها 2500 جنيه مصري، وحكم عليه أيضا لمدة 25 سنة في قضية مؤامرة المشير عبد الحكيم عامر. لكنه لم يقض المدة كاملة، إذ أفرج عنه الرئيس المصري أنور السادات في 22 أكتوبر 1974 ضمن قائمة أخرى وكان ذلك بمناسبة عيد النصر.
كان لممارساته أثرًا سلبيا واضحا عمل على تشويه صورة النظام المصري ممثلا بجمال عبد الناصر، وذلك نتيجة القمع والإرهاب اللذين عاشهما الشعب المصري تحت رحمة زوار الفجر بالإضافة إلى ما يقال عن انحرافاته وممارساته الشاذة والتي روتها زوجته بالإكراه اعتماد خورشيد.

## وفاته
كان مدير المخابرات المصرية صلاح نصر على موعد مع أزمة صحية مفاجئة فقد سقط في مكتبه في صباح 13 يوليو عام 1967 مصابا بجلطة دموية شديدة في الشريان التاجي، هزت تلك الأزمة الصحية صلاح نصر من الأعماق فهو لم يكن يتوقع أن يداهمه المرض بكل هذه القوة وهو في مكتبه الخاص في جهاز المخابرات العامة، وبقي مع معاناته مع المرض إلى أن توفي عام 1982.